# Krîștopivka, Drabiv
Krîștopivka (în ucraineană Криштопівка) este o comună în raionul Drabiv, regiunea Cerkasî, Ucraina, formată numai din satul de reședință.

## Demografie
Componența lingvistică a comunei Krîștopivka
     Ucraineană (94,32%)
     Rusă (1,03%)
Conform recensământului din 2001, majoritatea populației comunei Krîștopivka era vorbitoare de ucraineană (94,32%), existând în minoritate și vorbitori de rusă (1,03%).